# Maximilian Ulysses Browne

Maximilian Ulysses Browne

Maximilian Ulysses Reichsgraf Browne, Baron de Camus und Mountany (* 23. Oktober 1705 in Basel; † 26. Juni 1757 in Prag) war ein österreichischer Feldmarschall irischer Abstammung.

## Leben

### Herkunft und frühe Karriere
Seine Eltern waren Ulysses (von) Browne (* 24. August 1659; † September 1731) und Annabella Fitzgerald, sein Onkel war der russische Feldmarschall Georg Browne.
Er trat sehr jung in die österreichischen Dienste ein und zeichnete sich im polnischen Erbfolgekrieg, 1734 in Italien, 1735 in Tirol und im Türkenkrieg 1737–1739 aus. Maximilian Ulysses Browne wurde 1739 in den Hofkriegsrat berufen, zum Feldmarschallleutnant ernannt und erhielt den Oberbefehl in Schlesien.

### Im Erbfolgekrieg
Als 1740 Friedrich II. in dieses Land einbrach, musste sich Browne nach Mähren zurückziehen und drang dann von hier aus mit dem Feldmarschall Graf Neipperg Ende März wieder in Schlesien ein. Hier führte er in der Schlacht bei Mollwitz den rechten Flügel und wurde dabei verwundet, bei der Schlacht bei Chotusitz in Böhmen unter Karl Alexander von Lothringen das Oberkommando.
Nach dem Breslauer Frieden stand er unter Khevenhüller den Franzosen in Böhmen gegenüber und dann in Italien unter dem Fürsten Lobkowitz den Spaniern. Hier führte er am 11. August 1744 den Überfall auf Velletti aus. 1745 kommandierte er wieder in Bayern, dann, zum Feldzeugmeister befördert, am Rhein und 1746 bis 1748 mit einem Heer von 30.000 Mann wieder in Italien. Dort eroberte er Guastalla und Parma, besetzte Genua, entschied den Sieg bei Piacenza und drang auf dem erfolglosen Zuge gegen Toulon in die Provence ein.
1749 zum Militärgouverneur von Siebenbürgen ernannt und mit dem Generalkommando in Böhmen betraut, erhielt er 1754 die Würde eines kaiserlichen Feldmarschalls.

### Im Siebenjährigen Krieg

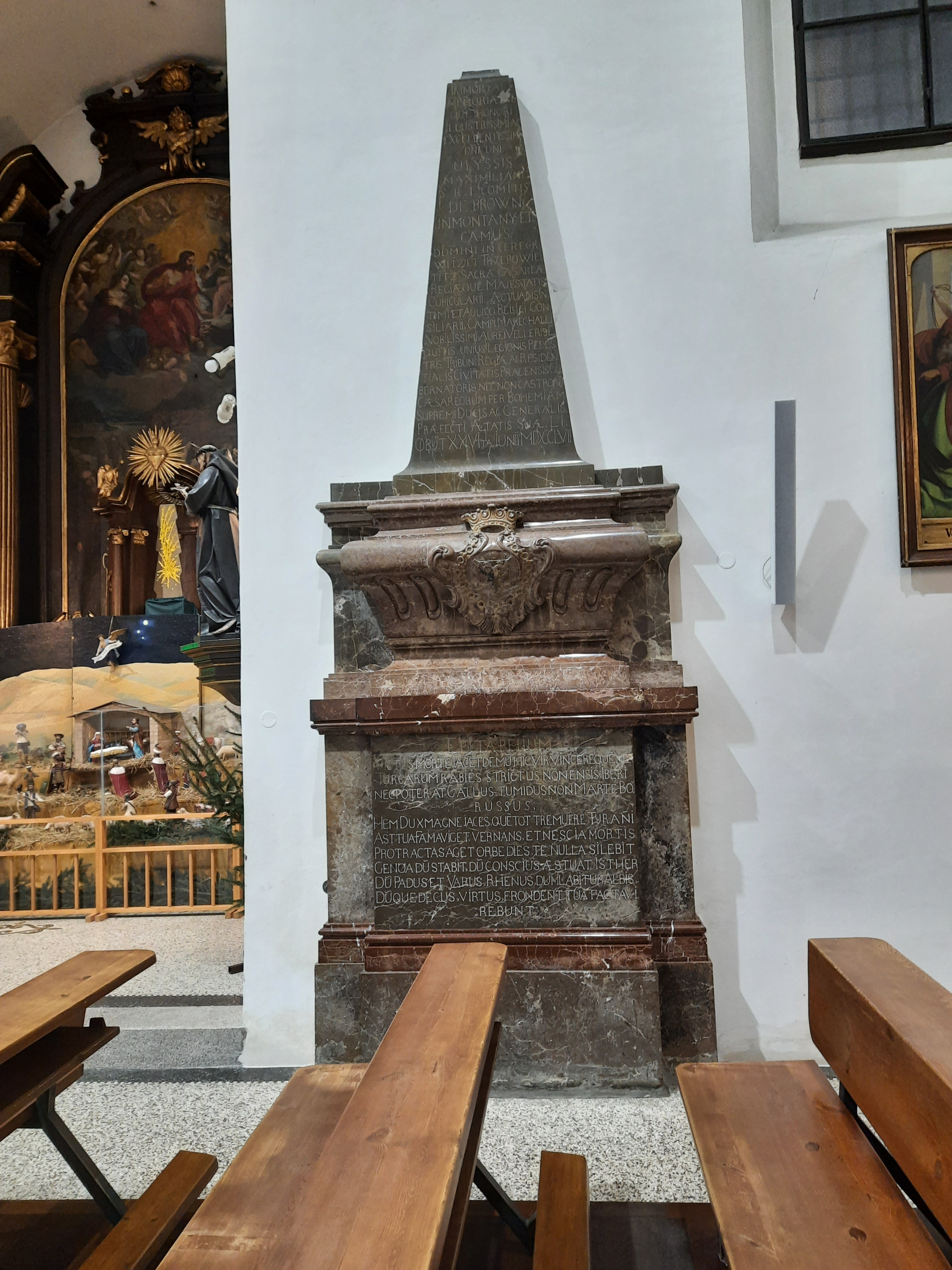
Brownes Grab in der Kirche St. Joseph in Prag

Nach dem Ausbruch des Siebenjährigen Kriegs versuchte Browne, am rechten Ufer der Elbe nach Sachsen vorzudringen und die bei Pirna eingeschlossene sächsische Armee zu entsetzen, was aber Friedrich II. in der Schlacht bei Lobositz am 1. Oktober 1756 nach langem Ringen und beiderseitigen starken Verlusten verhindern konnte.
Nachdem Friedrich II. Böhmen geräumt hatte, nahm Browne sein Winterquartier in Prag. Als er Anfang Februar 1757 nach Wien kam, um an den Beratungen des Hofkriegsrats über den Plan des nächsten Feldzugs teilzunehmen, fand er bei Hof zwar den ehrenvollsten Empfang, aber im Rat kein Gehör für seinen Vorschlag, die Offensive zu ergreifen und mit der Hauptmacht den König in Sachsen anzugreifen.
Am 6. Mai 1757 in der Schlacht bei Prag, in der Browne unter dem Oberbefehl des Prinzen Karl von Lothringen durch rasch getroffene Maßregeln die von den Preußen versuchte Überflügelung abwehrte und den ersten Angriff von Kurt Christoph Graf von Schwerin mit großer Tapferkeit zurückschlug, wurde er durch eine Geschützkugel am Schenkel schwer verwundet. Browne wurde mit dem österreichischen Heer in Prag eingeschlossen, blieb aber guten Mutes und wies die Forderung nach Übergabe der Stadt zurück. Wenige Wochen später musste Friedrich II. wegen seiner Niederlage in der Schlacht bei Kolin am 18. Juni 1757 die Belagerung abbrechen.
Browne starb am 26. Juni 1757 in Prag an den Folgen der Verwundung. Beigesetzt wurde er in der Kirche St. Joseph der (Kostel svatého Josefa (Nové Město) in der Prager Neustadt).

## Familie
Die Vorfahren von Maximilian Browne waren nach dem Aufstand der Jakobiten (1689–1691) aus Irland geflüchtet. Viele Iren gingen in den Militärdienst auf dem Kontinent (z. B. Peter von Lacy). So auch Maximilians Vater Ulysses (* 24. August 1659; † September 1731) und sein Onkel Georg (1657; † 11. Oktober 1729 in Pavia). Sie wurden 1716 von Karl VI. zu Reichsgrafen des Heiligen Römischen Reiches Deutscher Nation ernannt (Freiherr von Browne).
Die Brüder waren gute Freunde von John Churchill, 1. Duke of Marlborough, der sich schon auf dem Schlachtfeld in Deutschland einen Namen gemacht hatte. Maximilians Schwester Barbara (* 1700 in Limerick; † 16. September 1751 in Mantua) war mit Generalfeldwachtmeister Francis Patrick Freiherr von O'Neillan (* 4. Oktober 1671 in Dysert; † 3. Oktober 1734 in Mantua) verheiratet, der ebenfalls in der Kaiserlichen Armee diente. Er selbst war seit 1726 mit Marie Philippine Bořita von Martinitz (1705–1785) verehelicht. Ihr Vater war Georg Adam von Martinitz (Jiří Adam Ignác Bořita z Martinic), Vizekönig von Neapel: Zu ihren Söhnen zählen die Generale Philipp (* 2. Juni 1727; † 19. Dezember 1803), der 1777 die Gräfin Anna Maria von Sztaray heiratete, und Josef Ulysses (1728; † 13. Oktober 1758). Josef starb in der Schlacht bei Hochkirch.

## Rezeption

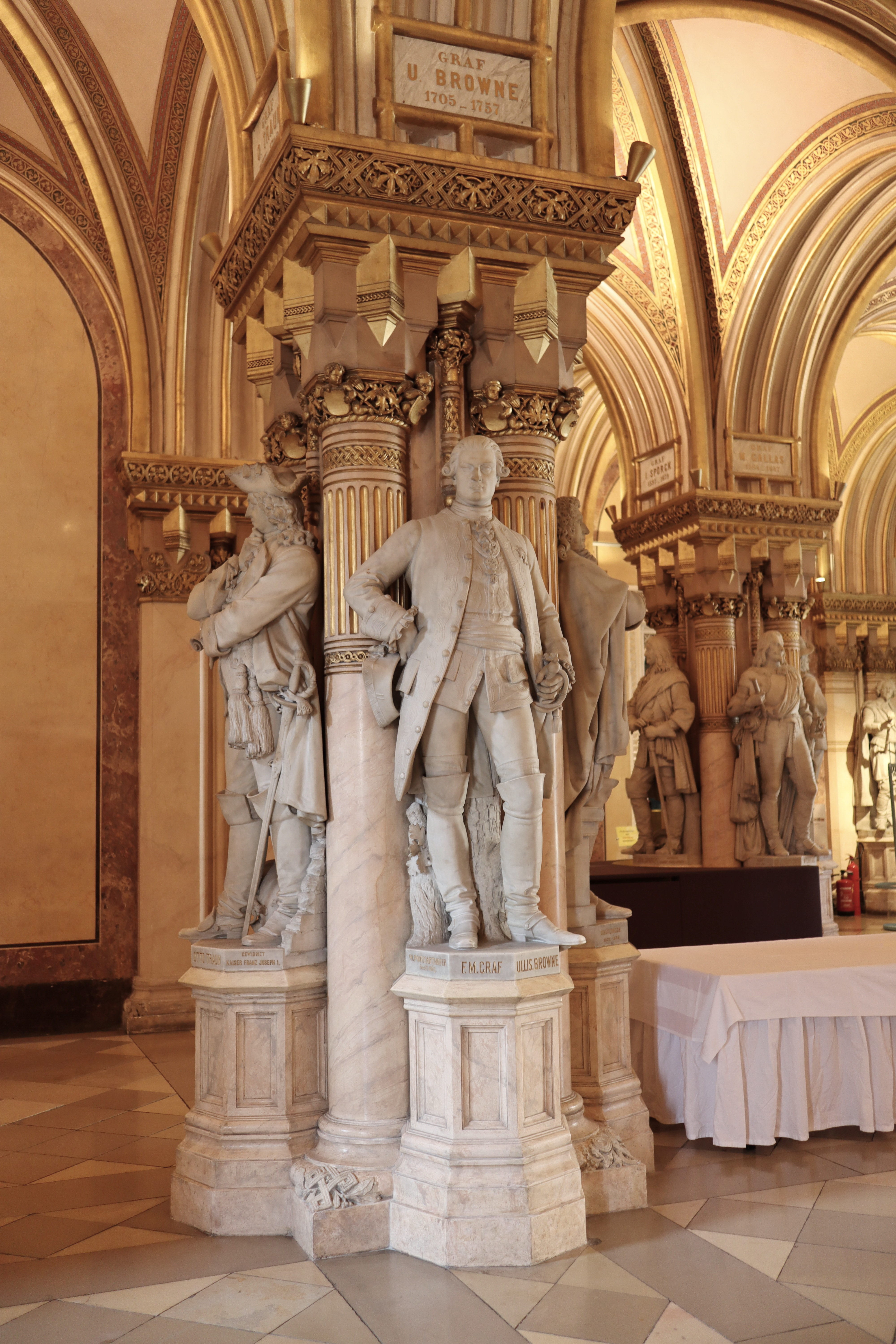
Statue Brownes im Heeresgeschichtlichen Museum Wien

Durch die kaiserliche Entschließung von Franz Joseph I. vom 28. Februar 1863 wurde Maximilian Ulysses Browne in die Liste der „berühmtesten, zur immerwährenden Nacheiferung würdiger Kriegsfürsten und Feldherren Österreichs“ aufgenommen, zu deren Ehren und Andenken auch eine lebensgroße Statue in der Feldherrenhalle des damals neu errichteten k.k. Hofwaffenmuseums (heute: Heeresgeschichtliches Museum Wien) errichtet wurde. Die Statue wurde 1867 vom Bildhauer Matthias Purkhartshofer (1827–1893) aus Carrara-Marmor geschaffen, gewidmet wurde sie von Kaiser Franz Joseph selbst.